# Konvent 36 (Quedlinburg)

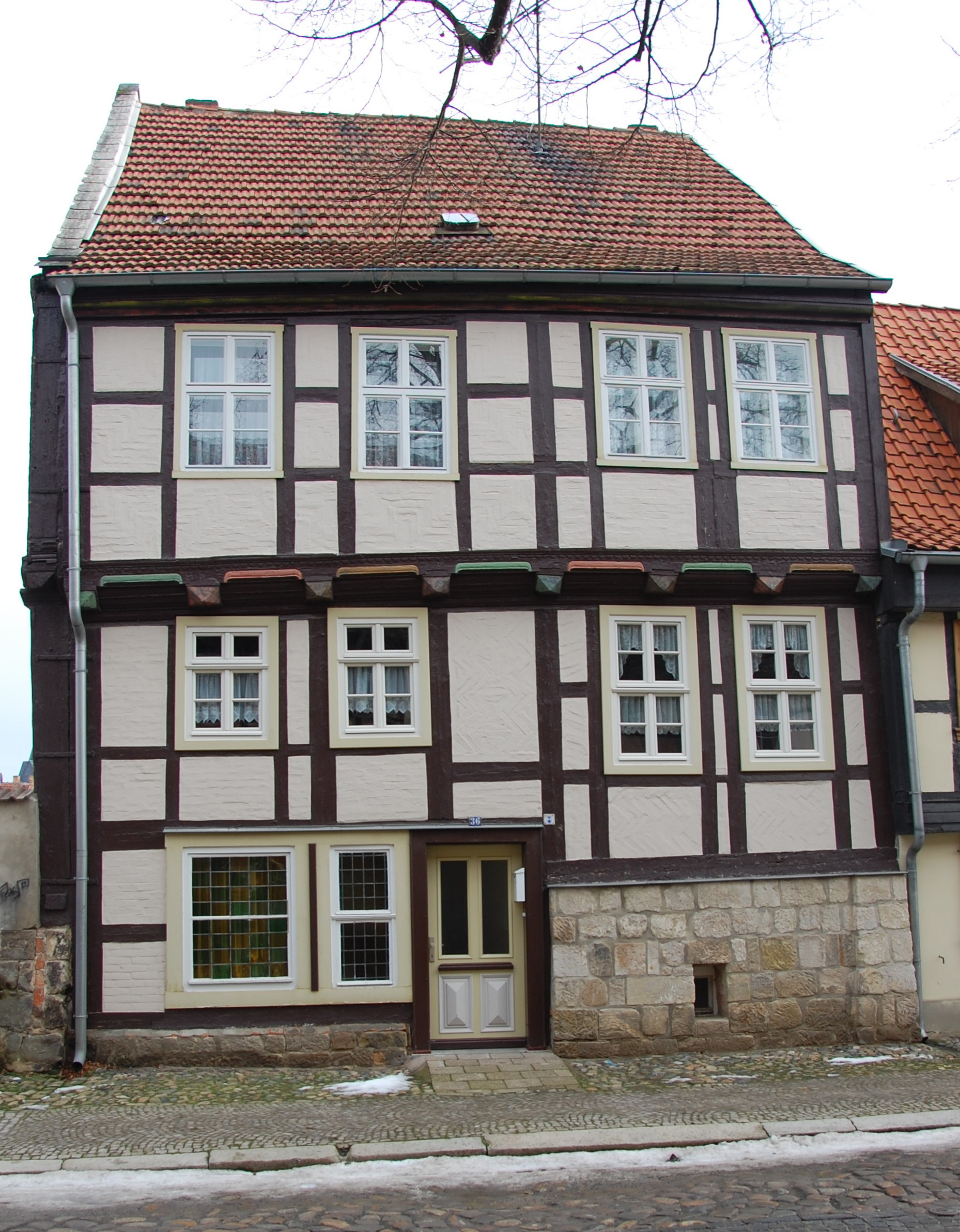
Haus Konvent 36

Das Haus Konvent 36 ist ein denkmalgeschütztes Gebäude in der Stadt Quedlinburg in Sachsen-Anhalt.

## Lage
Es befindet sich in der historischen Quedlinburger Neustadt auf der Ostseite der Straße Konvent und ist im Quedlinburger Denkmalverzeichnis als Wohnhaus eingetragen. 

## Architektur und Geschichte
Das zweigeschossige Fachwerkhaus entstand nach einer Bauinschrift im Jahr 1707. Am Fachwerk weist es die für die Bauzeit typischen Zierformen auf. So finden sich neben Pyramidenbalkenköpfen auch profilierte Füllhölzer und Bohle sowie eine flache Schiffskehle. Das Gebäude gilt als erstes in Quedlinburg, bei dem die Fassade konsequent durch eine unterschiedliche Stellung der Ständer, breite in den Fensterfeldern, schmale zwischen den Fenstern, gegliedert wurde. Im Laufe des 18. Jahrhunderts erfolgte ein Umbau, bei dem die Stellung der Fachwerkständer verändert und die Gefache mit Zierausmauerungen versehen wurden.